# Білорусь повинна бути білоруською!
Білорусь повинна бути білоруською! (біл. Беларусь мае быць беларускай!, Biełaruś maje być biełaruskaj!) — патріотичний заклик, спрямований на пробудження національних та громадянських почуттів, консолідацію білорусів на захист свободи, незалежності своєї країни, рідної мови, всієї національної культури.

## Історія
Вперше заклик "Білорусь повинна бути білоруською" став широко відомим влітку 2015 року через кримінальну справу проти анархістської спільноти (Максим Пекарський, Вадим Жеромський та В'ячеслав Касінеров) за ініціативи "Пошуги", який намалював графіті з таким закликом на стіні занедбаної будівлі колишньої військової частини. Вони також намалювали на паркані ту саму частину заклику «Революція свідомості, вона вже йде...» (біл. Рэвалюцыя сьвядомасьці, яна ўжо ідзе..; Revalucyja śviadomaści, jana ŭžo idzie..) і розписав рекламний щит із працівниками міліції. Такі дії були класифіковані як:
Умисні дії, що супроводжуються пошкодженням чужого майна, невстановленими особами, які грубо порушили громадський порядок і висловили очевидну неповагу до суспільства.
11 серпня 2015 року у підозрюваних відбувся обшук, а вирок був винесений у січні 2016 року, члени громади мали сплатити загалом 120 базових одиниць. У січні 2019 року гомельські активісти "Руху за свободу" поїхали до шести міст Білорусі, щоб розігнати погоні із зображенням погоні, щоб показати, що:
Білорусь повинна бути білоруською, тут немає місця для "руского міра".

## У мистецтві
У 2014 році магазин «LSTR Adziennie» випустив серію тишоток з гаслом «Білорусь білоруська».
У 2015 році заклик написали анархісти з Пошуги як частина графіті, що стало однією з причин їх покарання.
У 2017 році вийшло відео з піснею невідомого друга «Пошуги», датованого 2015 роком. Пісня починається словами "Білорусь повинна бути білоруською".